# Barabás István (tanító)
Barabás István (Fertőszéplak, 1855. augusztus 18. – Szombathely, 1936. június 17.) tanító, iskolaigazgató, tűzoltóparancsnok.

## Életútja
A Sopron megyei Fertőszéplakon született régi tanítódinasztiából, szülei Barabás György és Ratkovits Katalin. Középiskoláit Sopronban, a tanítóképzőt Somogycsurgón (ma Csurgó) végezte 1865 és 1874 között. A tanítói oklevél megszerzése után tűzoltói és tűzrendészeti tanfolyamot végzett Grazban.
Tanítói pályáját 1874-ben kezdte meg Kisvadáron Somssich Adolf grófnál, utána Hegykőn tanított. 1876-ban Vasvárra került. Először az elemi, majd a községi gazdasági, valamint a községi ipariskola igazgatója lett. 1878-ban részt vett Bosznia-Hercegovina megszállásában. 1883. június 17-én egyik alapítója volt a helyi tűzoltóegyletnek. 1892-ben a Vasvármegyei Önkéntes Tűzoltóegyletek Szövetsége titkárává választotta. Vezetése alatt épült fel 1903-ban új helyen a hatosztályos elemi népiskola. A Vas Megyei Általános Tanítóegylet elnöke volt.
A Tanácsköztársaság bukása után meghurcolták, ezért nyugdíjazását kérte, és Szombathelyre költözött, ahol tovább dolgozott, és a város vezetőségének felkérésére az akkor bevezetett forgalmi adó ellenőrzésére alakult osztály főelőadója lett. 1920 és 1930 között Vas vármegye tűzrendészeti felügyelőjeként tevékenykedett.
Érdemei elismeréseként 1912-ben királyi koronás arany érdemkeresztet kapott. 1935. május 7-én a község fejlődése érdekében, különösen a népoktatás, a dalárda, a zene, a tűzoltóság és a közgazdaság területén közel fél évszázadon át tartó sikeres tevékenysége elismeréséül Vasvár díszpolgárává választották. Felesége Horváth Zsófia volt.

## Munkássága
Írói működését már diákkorában megkezdte. Első cikkei a Hírmondó című soproni népújságban jelentek meg. 1875-től a Sopron állandóan közölte írásait. 1876-ban a Soproni Újság, majd a Vasmegyei Lapok, a Vasmegyei Figyelő, 1879-től a Vasmegyei Tanügyi Értesítő és a Néptanítók Lapja munkatársaként dolgozott. 1889-ben a Kántorok Lapját szerkesztette. Társszerkesztője volt az 1893-ban elindított Vasvármegyei Tűzrendészeti Közlönynek, három év múlva pedig a lap szerkesztője lett. Létrehozta a Vasvár és Vidéke (1905) és a Vasvári Újság (1926) című helyi lapokat. Pedagógiai szakcikkeit a Budapesti Néptanítók Lapja, a Dunántúli Tanítók Lapja és a Vasvármegyei Tanügyi Közlöny közölte. Fertőparti, Széplaki, Hegyháti, Vasvári, Valaki és Hegykövi álneveken is írt.
A Magyar Országos Tűzoltó Szövetség pályázatán első díjat nyert A szépligeti tűzoltóság című szakkönyve. Évtizedeken át ez volt a magyar tűzoltóság és szaktanfolyamai vezérkönyve.
Híres volt mind művészi zongora- és orgonajátékáról, mind zenedarabjairól. Egyházi vonatkozású szerzeményei Karácsonyi pásztormise, Gyászénektár, Szent koszorú, Énekgyöngyök és Temetőkönyv címmel jelentek meg. Irodalmi tevékenységgel is foglalkozott.

## Emlékezete
Mellszobra, Marosits István alkotása 1983 óta Vasváron látható. Emlékét őrzi Vasvár Város Önkéntes Tűzoltó Egyesülete is.

## Főbb művei
- Temetési zsebkönyv katholikus kántorok használatára (Budapest, 1883)
Negyedik kiadása: Temetőkönyv kath. kántorok használatára (Szombathely, 1928)
- Szent koszorú. Imák, énekek (Szombathely, 1898)
- A katholikus egyház magyar énekeinek gyűjteménye. Orgonára (Vasvár, 1900)
- A tűzoltó. Vígjáték 3 felvonásban (Szombathely, 1903)
- A szépligeti tűzoltóság (Budapest, 1910)
- A tűzoltás taktikájának rövid foglalata, főtekintettel a vidéki viszonyokra (Vasvár, 1916)
- A tűzrendészet kezelése (Szombathely, 1928)
- A tűzoltóképzés anyaga kérdésekben és feleletekben I. (Szombathely, 1931)
- A magyar nyelv hangjai és betűi (Szombathely, 1935)

### Zeneművei
- Dallamos praeludiumok és egyéb alkalmi orgonadarabok